# Almería
Almería (wym. /almeˈɾia/) – miasto w południowej Hiszpanii, w regionie Andaluzja, stolica prowincji Almería, 411 km od Madrytu. Liczy 194 203 mieszkańców (2015) i posiada 296,32 km² powierzchni. Obecna nazwa pochodzi od arabskiego słowa Al-Mariyya, oznaczającego wieżę obserwacyjną.
Położona nad Morzem Śródziemnym, u podnóża Gór Betyckich. Dzięki łagodnemu klimatowi (średnia temperatura roczna 18,7 °C) intensywna uprawa owoców (przeważnie cytrusowych) i warzyw. Przemysł chemiczny, skórzano-obuwniczy, materiałów budowlanych oraz spożywczy. Ważny ośrodek akademicki (15.000 studentów). Port handlowy i rybacki. Od lat 60. XX w. znaczący ośrodek turystyczno-wypoczynkowy, liczne kąpieliska na Costa del Sol. W 2005 w Almeríi i jej okolicach rozgrywano XV Igrzyska Śródziemnomorskie.

## Historia
- W okresie brązu powstanie osiedla El Agrar, a później osady Los Millares;
- Ważny port nad zatoką Portus Magnus dla Fenicjan, Kartagińczyków, Greków i Rzymian;
- Od IX w. rozwój pod rządami władców Kordowy (w tzw. Kalifacie Kordowy);
- W 955 lokacja miasta przez Abd ar-Rahmana III (powstanie fortecy Alcazaba);
- W XI w. po rozpadzie kalifatu kordobańskiego stolica emiratu Taifa;
- W XIII w. wchłonięta przez Emirat Grenady;
- W 1489 zdobyta przez królów katolickich;
- Po trzęsieniach ziemi w XVI w. i XVII w. upadek miasta;
- Po 1847 powolny rozwój dzięki budowie nowego portu;
- W sierpniu i wrześniu 1936 r., w czasie prześladowań antykatolickich z okresu hiszpańskiej wojny domowej, formacje lewicowe zamordowały w Almerii 2 biskupów i 7 braci szkolnych;
- 30 maja 1937 ostrzelanie Almeríi przez pięć okrętów niemieckich w odwecie za zbombardowanie pancernika kieszonkowego Deutschland przez hiszpańskie samoloty rządowe.

## Zabytki
- Alcazaba – imponująca fortyfikacja (jedna z największych w Andaluzji), zbudowana w 955 przez Abd ar-Rahmana III, w XI w. i w XV w. dalej, po zniszczeniu przez trzęsienie ziemi w 1487 roku rozbudowywana przez królów katolickich (Izabeli I i Ferdynanda II) – dodany został wtedy trzeci łańcuch murów obronnych[3]. Wyposażona w studnie i cysterny, w czasie oblężenia dawała schronienie nawet 20 000 ludzi. Jako obiekt wojskowy służyła jeszcze w początkach XX w.;
- San Cristobal – twierdza z XI w. z kaplicą zbudowaną przez templariuszy;
- Katedra Nuestra Señora de la Encarnación z XIII w.;
- Kaplica de San Juan ze śladami dawnego meczetu z X w./XI w., wzorowanego na meczecie w Kordowie;
- ratusz z XIX wieku;
- budynek dworca kolejowego zbudowany w stylu neomudejar.

## Klimat
Miasto leży w strefie klimatu subtropikalnego, na pograniczu półpustynnego i pustynnego (klasyfikacja Köppena – BSh i BWh).
| Miesiąc | Sty  | Lut  | Mar  | Kwi  | Maj  | Cze  | Lip  | Sie  | Wrz  | Paź  | Lis  | Gru  | Roczna |
| --- | ---- | ---- | ---- | ---- | ---- | ---- | ---- | ---- | ---- | ---- | ---- | ---- | ------ |
| Średnie temperatury w dzień [°C]                                                                                              | 16.9 | 17.6 | 19.6 | 21.4 | 24.1 | 27.9 | 30.5 | 31.0 | 28.4 | 24.5 | 20.5 | 17.9 | 23,4   |
| Średnie dobowe temperatury [°C]                                                                                               | 12.6 | 13.3 | 15.1 | 17.0 | 19.7 | 23.5 | 26.1 | 26.7 | 24.2 | 20.4 | 16.4 | 13.8 | 19,1   |
| Średnie temperatury w nocy [°C]                                                                                               | 8.3  | 9.0  | 10.6 | 12.5 | 15.3 | 18.9 | 21.7 | 22.4 | 20.0 | 16.3 | 12.3 | 9.6  | 14,7   |
| Opady [mm] | 24   | 25   | 16   | 17   | 12   | 5    | 1    | 1    | 14   | 27   | 28   | 30   | 200    |
| Średnia liczba dni z opadami                                                                                                  | 2.9  | 2.9  | 2.6  | 2.6  | 1.9  | 0.6  | 0.3  | 0.3  | 1.5  | 2.8  | 3.6  | 3.3  | 25,5   |
| Wilgotność [%] | 67   | 67   | 65   | 62   | 63   | 61   | 60   | 63   | 65   | 68   | 67   | 67   | 65     |
| Średnie usłonecznienie [h] | 194  | 191  | 232  | 261  | 297  | 325  | 342  | 315  | 256  | 218  | 183  | 178  | 2994   |
| Źródło: Agencia Estatal de Meteorología (liczba dni z opadami dla wartości 1 mm, wysokość 21 m n.p.m., nad morzem, 1981–2010) |      |      |      |      |      |      |      |      |      |      |      |      |        |

| Sty  | Lut  | Mar  | Kwi  | Maj  | Cze  | Lip  | Sie  | Wrz  | Paź  | Lis  | Gru  | Rok  |
| ---- | ---- | ---- | ---- | ---- | ---- | ---- | ---- | ---- | ---- | ---- | ---- | ---- |
| 15,3 | 14,9 | 15,1 | 16,7 | 18,6 | 21,3 | 23,8 | 24,9 | 23,0 | 21,1 | 18,7 | 16,6 | 19,2 |

## Miasta partnerskie
- Melilla, Hiszpania
- Rastatt, Niemcy
- Ad-Dachla, Sahara Zachodnia
- Neuwied, Niemcy
- Oran, Algieria
- San Rafael, Argentyna
- Cochabamba, Boliwia
- Ovalle, Chile
- Ciego de Ávila, Kuba
- Jaca, Hiszpania
- Caspe, Hiszpania
- Leyte, Filipiny
- Boulogne-Billancourt, Francja
- Veracruz, Meksyk
- Tecate, Meksyk
- Ensenada, Meksyk
- Navojoa, Meksyk
- San Juan del Sur, Nikaragua
- Al-Ujun, Sahara Zachodnia